# Kentwood (Luizjana)
Kentwood – miasto w stanie Luizjana, jednym z najbardziej na południe wysuniętych środkowych stanów Stanach Zjednoczonych. Kentwood liczy 2,400 mieszkańców. Miejscowość założył w 1891 roku osadnik Amos Kent i jest ona największą w parafii Tangipahoa. Z miasteczka pochodzi słynna artystka, Britney Spears.